# ザナヴィ・インフォマティクス
株式会社ザナヴィ・インフォマティクス (Xanavi Informatics)は、かつて存在した車載機器メーカー。本社を神奈川県座間市に置いていた。非上場会社。日立グループ。

## 沿革
- 1991年 - 日産自動車（49%）と日立製作所（51%）の出資で設立。
- 2000年 - 日産自動車が所有する全株式を日立製作所に譲渡、日立製作所の100%子会社となる[2]。
- 2007年1月1日 - クラリオン（現・フォルシアクラリオン・エレクトロニクス）の100%子会社になる。
- 2009年4月1日 - クラリオンに吸収合併、解散[1]。

## 本社
- 本社所在地　神奈川県座間市広野台二丁目6番35号
現在は三菱倉庫横浜支店座間倉庫となっている[3]。

## 概要

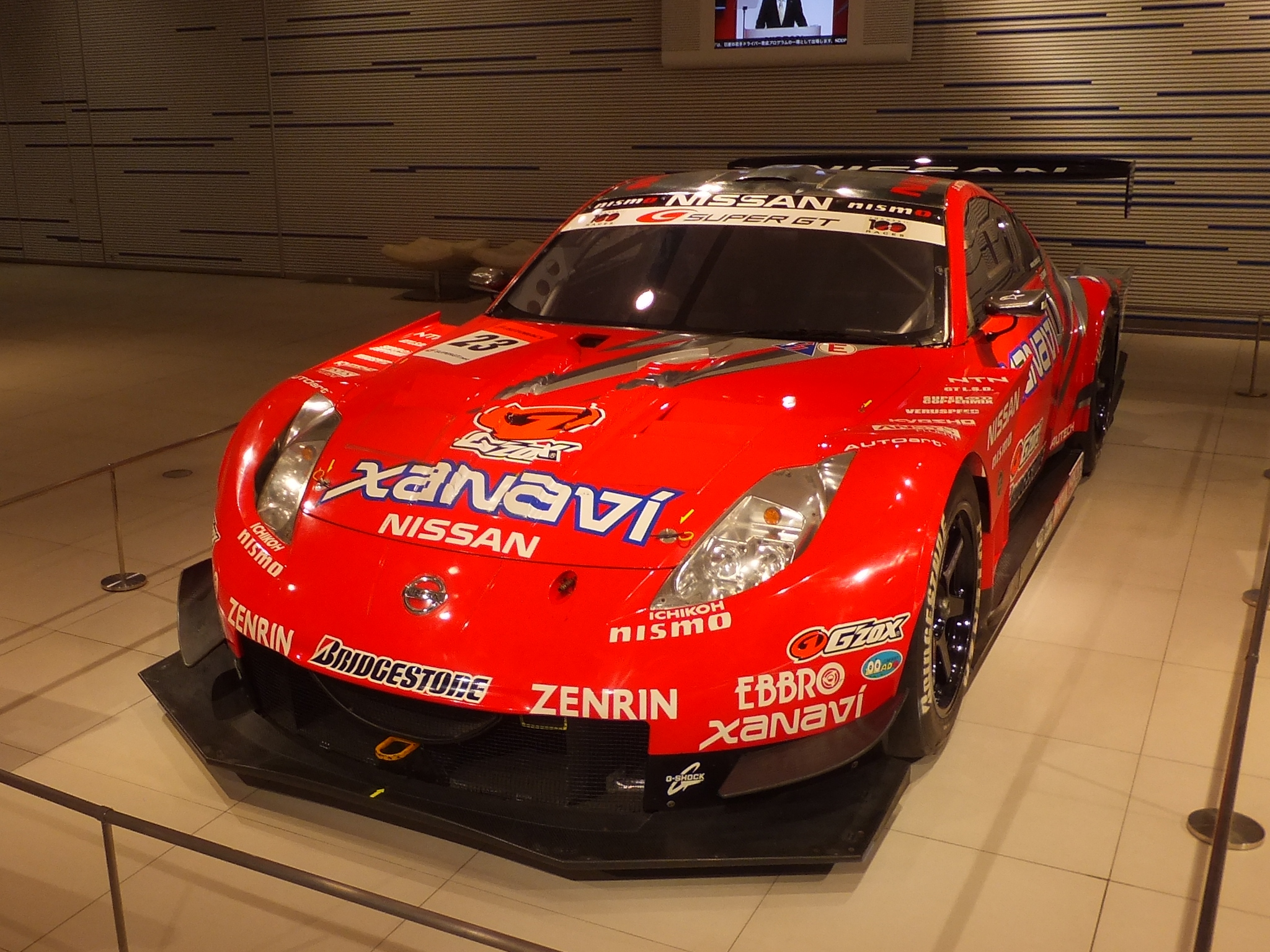
XANAVI NISMO Z（2007年モデル）

カーナビゲーションシステム、カーステレオなどの車載情報通信機器の開発・生産・販売を行う。
車載機器の主な販売先は日産自動車向けのOEM商品で、メーカーオプション品・ディーラーオプション品とも存在した。
カーナビゲーションについては僅かながらXANAVIブランドでも市販され、カー用品店などで販売されていた。
1995年に、空を飛ぶ鳥が上空から見下ろすイメージ（鳥瞰図）で地図を表示する「バードビュー」を世界で初めて商品化し、日産車に搭載された（日産との共同開発・登録商標）。
1998年から2008年まで、モータースポーツの一カテゴリであるSUPER GTに参戦し、NISMOのメインスポンサーを務めた。1995年から1997年までは全日本ツーリングカー選手権で同様にNISMOをスポンサードしていた。
技術の進歩に伴って、地図メディアの記録媒体もCD-ROM、DVD-ROM、HDDのほか、一部コンパクトフラッシュメモリー搭載機が存在したが、地上波デジタルテレビチューナー搭載機種は発売されることなくブランド終息となった。
ブランド終息後もクラリオンが地図ソフトをリリースしていたが、CD-ROMは2010年、DVD-ROMは2012年を最後に更新が終了している。

## 歴代レースクイーン一覧
- 1995年 - 1996年：金原潤美
- 1997年 - 1998年：田村あかね
- 1999年 - 2001年：相馬茜
- 2002年：渋谷理絵
- 2003年：神谷真由美、日比野しほり
- 2004年：白川茉知、神谷真由美、石井あづき
- 2005年：勝谷ひろ、千代由希菜
- 2006年：勝谷ひろ、夏美
- 2007年：武村夏美、稲垣慶子
- 2008年：有村亜加里、松本麻実